# Altium
Altium Limited es una multinacional australiana de software que ofrece programas de automatización de diseño electrónico a ingenieros que diseñan placas de circuito impreso. Fundada como Protel Systems Pty Ltd en Australia en 1985, la empresa tiene sedes regionales en Estados Unidos, Australia, China, Europa y Japón. Sus productos están diseñados para su uso en un entorno Microsoft Windows y se emplean en sectores como la automoción, la industria aeroespacial, la defensa y las telecomunicaciones. Su producto estrella, Altium Designer, es un software para el diseño electrónico unificado. 

## Historia

### Historia temprana
La historia de Altium se remonta a 1985 con la fundación de Protel Systems Pty Ltd por el diseñador de electrónica Nicholas Martin. Martin trabajaba en la Universidad de Tasmania en la década de 1980. Vio la oportunidad de hacer asequible el diseño de productos electrónicos, uniendo las técnicas de diseño electrónico a la plataforma PC. La empresa lanzó su primer producto en 1985, una herramienta de diseño y maquetación de placas de circuito impreso (PCB) basada en DOS. Protel PCB fue comercializada internacionalmente por HST Technology Pty Ltd. desde 1986.
En octubre de 1986, ACCEL Technologies, Inc., con sede en San Diego, adquirió las competencias de marketing y soporte del programa PCB para EE. UU., Canadá y México bajo el nombre de Tango PCB. En 1987, Protel lanzó el editor de diagramas de circuito Protel Schematic para DOS. A éste le siguieron Autotrax y Easytrax en 1988. 
En la década de 1990, la empresa empezó a desarrollar un sistema unificado de diseño electrónico, que utiliza un único modelo de datos para albergar todos los datos de diseño necesarios para crear un producto. Los procesos de desarrollo de FPGA, PCB y software integrado se unificaron con una vista de proyecto y un modelo de datos comunes. Se podían utilizar diversas herramientas de edición para acceder al diseño y manipularlo, cubriendo áreas como la disposición y el diseño de placas, la captura esquemática, el enrutamiento (EDA), las pruebas, el análisis y el diseño FPGA.
En 1991, Protel lanzó Advanced Schematic/PCB 1.0 para Windows, el primer sistema de diseño de PCB del mundo basado en Windows. También inició la adquisición de varias empresas con las tecnologías necesarias para crear una solución de diseño electrónico unificado, incluida Accolade Design Automation en 1998.

### 1999-2010; Salida a bolsa y cambio de nombre a Altium
En agosto de 1999, Altium salió a bolsa en el Mercado de Australian Securities Exchange con el símbolo (ASX:ALU). La empresa continuó desarrollando y lanzando nuevas versiones de esta herramienta de diseño, incluyendo Protel 98 en 1998, Protel 99 en 1999 y Protel 99 SE en el 2000. En el año 2000, Altium adquirió ACCEL, con la que se había asociado previamente en 1986.
En 2001, la empresa cambió su nombre de Protel Systems a Altium y continuó su expansión por Estados Unidos, Europa, y Asia. También realizó más adquisiciones, como la del desarrollador de software integrado Tasking en 2001 por 73,4 millones de dólares australianos y la del distribuidor de software EDA Hoschar AG en 2002.
Protel DXP salió al mercado en 2003, Protel 2004 en 2004, Altium Designer 6.0 en 2005. En 2010, Altium adquirió Morfik Technology Pty Ltd., un desarrollador de herramientas de diseño visual para ingeniería y el despliegue de aplicaciones de software basadas en la nube. Los fundadores de Morfik trabajaron originalmente para Altium/Protel antes de marcharse para fundar la empresa tras la salida a bolsa de Altium.

### 2011-presente; Expansión and adquisiciones
En 2011, Altium anunció que ampliaría su presencia en Shanghái (China) en la segunda mitad de 2011 para aprovechar los salarios más bajos.
El 15 de octubre de 2012, la junta de Altium destituyó a Nick Martin como CEO y nombró al vicepresidente ejecutivo Kayvan Oboudiyat para reemplazarlo. El 16 de enero de 2014, Altium anunció el retiro de Kayvan Oboudiyat y la sucesión de Aram Mirkazemi como CEO. En mayo del mismo año, Altium anunció que las operaciones centrales de I + D para sus herramientas insignia de CAD para PCB se trasladarían nuevamente en un movimiento "neutral de costes" a San Diego, California.
En 2015, Altium adquirió Octopart, un motor de búsqueda de piezas electrónicas e industriales. El mismo año, adquirió la empresa de sistemas de gestión de componentes electrónicos basados en la nube Ciiva. Otras adquisiciones de la empresa han incluido al proveedor de soluciones de integración PLM empresarial Perception Software en 2016 y a la empresa de herramientas EDA basadas en la nube Upverter en 2017.
El 7 de junio de 2021, se reveló que Altium rechazó una oferta de Autodesk que valoraba la empresa en 5.050 millones de dólares australianos.

## Productos
Altium desarrolla software para el diseño de productos electrónicos, incluida la placa de circuito impreso. Sus productos están diseñados para su uso en un entorno Microsoft Windows y se utilizan en industrias como la automoción, aeroespacial, defensa y telecomunicaciones.

### Altium Designer
Altium Designer es un paquete de software de automatización de diseño electrónico y PCB para  placas de circuito impreso. Permite a los ingenieros diseñar y personalizar sus propias placas de circuitos. Altium Designer está considerado como el software insignia de la empresa.

### Autotrax / Easytrax
Autotrax es el software de diseño de PCB original de Protel PCB para DOS, lanzado en la década de 1980.

### CircuitMaker
CircuitMaker es un software de automatización de diseño electrónico para diseños de placas de circuito impreso dirigido a la comunidad de aficionados, hackers y makers. CircuitMaker está disponible como software gratis, y el hardware diseñado con él se puede utilizar para fines comerciales y no comerciales sin limitaciones. La primera versión no beta fue lanzada el 17 de enero de 2016.

### Otros productos
- Altium 365 - Plataforma de diseño de productos electrónicos que une el diseño de PCB, MCAD, gestión de datos y trabajo en equipo.[29][30]
- Altium Concord Pro – Disponible como parte de las soluciones empresariales de Altium. Fuente única de datos de componentes, información de abastecimiento en tiempo real, trazabilidad de componentes dentro de los diseños y herramienta de colaboración.[31]
- Altium NEXUS – Disponible como parte de las soluciones empresariales de Altium. Solución de flujo de trabajo de PCB basada en equipos diseñada para brindar transparencia.[32]
- AltiumLive – la comunidad basada en la nube que conecta a los diseñadores de Altium, colaboradores, proveedores, fabricantes y clientes.
- Altium Vault – Software de servidor de gestión de datos de diseño, reutilización y lanzamiento formal.
- CircuitStudio – herramienta de software de diseño de PCB[33]
- NanoBoard – plataforma de desarrollo de hardware reconfigurable.
- P-CAD - Obtenido a través de la adquisición de AccelEDA, retirado en 2006.
- PDN Analyzer - Analiza el rendimiento de tensión y corriente de la Red de Distribución de Energía (PDN).
- TASKING – Herramienta de desarrollo de software de sistemas integrados.

## Lecturas complementarias
- Buetow, Mike (2017-05-25). "The Makers March". Circuit Assembly. Retrieved 2017-05-26.
- Rako, Paul (2017-03-30). "Altium CircuitStudio review: The glory". EDN Network. Retrieved 2017-04-03.
- Drysdale, Chelsey (2015-11-12). "Altium Releases Designer 16 PCB Design Tool". Printed Circuit Design & Fab. Retrieved 2017-04-03.
- Morris, Kevin (14 de diciembre de 2010). «Head in the Clouds. Altium Leads Another Design Tool Revolution». Electronic Engineering Journal. Consultado el 31 de marzo de 2011.
- Maxfield, Clive (7 de julio de 2008). «Software focus drives Altium's ambition». EDA DesignLine. Consultado el 4 de marzo de 2009. (enlace roto disponible en Internet Archive; véase el historial, la primera versión y la última).
- Maxfield, Clive (5 de febrero de 2008). «Altium launch Innovation Station featuring the Desktop NanoBoard». Programmable Logic DesignLine. Archivado desde el original el 18 de abril de 2008. Consultado el 4 de marzo de 2009.
- Morris, Kevin (27 de noviembre de 2007). «Altium Goes 3D - Board Design Can Be Fun». FPGA & Structured ASIC Journal. Archivado desde el original el 19 de febrero de 2009. Consultado el 4 de marzo de 2009.
- Miller, Nick (30 de octubre de 2007). «Altium's altitude attitude». Sydney Morning Herald. Consultado el 4 de marzo de 2009.
- Goering, Richard (14 de noviembre de 2006). «Altium links pc-boards with mechanical CAD». EDA DeignLine. Archivado desde el original el 15 de mayo de 2008. Consultado el 4 de marzo de 2009.

- Datos: Q1066620
- Multimedia: Altium / Q1066620